# Camptoscaphiella strepens
Camptoscaphiella strepens là một loài nhện trong họ Oonopidae.
Loài này thuộc chi Camptoscaphiella. Camptoscaphiella strepens được miêu tả năm 1976 bởi Brignoli.